# AT (informatyka)
AT (ang. Advanced Technology) – standard konstrukcji płyt głównych oraz zasilaczy i obudów komputerowych do nich. Obecnie wyparty przez ATX.
Standard AT został udostępniony w 1984 r. przez IBM. W odróżnieniu od wcześniejszych standardów, PC i XT, rozpowszechnił się bardzo szeroko ze względu na rozkwit rynku komputerów w latach 80. Klony komputerów IBM używały w tamtych czasach konstrukcji kompatybilnych z AT, przyczyniając się do popularności tego standardu. W latach 90. wiele komputerów wciąż wykorzystywało standard AT oraz jego odmiany takie jak Baby AT.
W 1995 r. Intel stworzył standard ATX, który zastąpił standardy AT i Baby AT. Od 1997 r. standard ATX zdominował rynek komputerów.

## Konstrukcja
Standard AT wyróżnia się między innymi:
- przełącznikiem stanowym, który ma stan włączony lub wyłączony; najpierw należy zamknąć system operacyjny, a następnie wyłączyć zasilanie komputera,
- jednym złączem DIN służącym do podłączenia klawiatury,
- brakiem uzgodnionego standardu umiejscowienia elementów na płycie głównej, skutkującym niekiedy konfliktem przestrzennym dołączanych elementów i urządzeń – dołączenie jednego elementu uniemożliwia instalację innego, np. umiejscowienie zasilacza uniemożliwia dostęp do pamięci operacyjnej,
- dwa prawie jednakowe złącza zasilania, których prawie jednakowy wygląd często doprowadzał serwisanta do uszkodzenia płyty głównej przez ich zamianę,
- znajdowały się tam 2 napięcia zasilania 5 V i 12 V,
- gniazda szeregowe i równolegle umieszczane osobno na tzw. śledziach i podłączane do płyty głównej za pomocą taśm.

Płyta główna typu AT jest 12-calowa (dokładniej – ma rozmiar 12 na 13,8 cala czyli 305×350 mm), co oznacza, że nie pasuje do obudów "mini desktop" oraz "mini tower". Płyty tego typu zajmują dużą przestrzeń, utrudniając instalację dodatkowych napędów dyskowych. Zasilanie doprowadzone jest dwoma prawie jednakowymi przewodami 6-pinowymi. Ponieważ trudno je od siebie odróżnić, często następuje uszkodzenie płyty głównej ze względu na złe ich podłączenie.
| Kolor | Pin  | Sygnał     |
| ----- | ---- | ---------- |
|       | P8.1 | Power Good |
|       | P8.2 | +5 V       |
|       | P8.3 | +12 V      |
|       | P8.4 | −12 V      |
|       | P8.5 | Masa       |
|       | P8.6 | Masa       |
|       |      |            |
|       | P9.1 | Masa       |
|       | P9.2 | Masa       |
|       | P9.3 | −5 V       |
|       | P9.4 | +5 V       |
|       | P9.5 | +5 V       |
|       | P9.6 | +5 V       |

## Odmiany
W 1985 r. IBM przedstawił wariant Baby AT. Niedługo później większość producentów komputerów porzuciła standard AT dla mniejszego i tańszego Baby AT. Płyty główne tego typu posiadały taką samą funkcjonalność jak AT, jednak były o 2 cale (51 mm) węższe, a jedynie nieznacznie dłuższe.
Mimo że standard Baby AT jest przestarzały, bywa stosowany w niektórych komputerach osobistych. Obecnie używane komputery osobiste są z nim kompatybilne w dół.